# Gears of War 3
Gears of War 3 – konsolowa taktyczna gra third-person shooter stworzona przez Epic Games i wydana przez Microsoft Game Studios na konsolę Xbox 360. Kontynuacja gry Gears of War została oficjalnie zapowiedziana 13 kwietnia 2010. Pierwszą przypuszczalną datą premiery gry był 8 kwietnia 2011 roku. Producenci opóźnili wydanie gry ze względów marketingowych. Jej premiera odbyła się 20 września 2011 roku. Premierę gry poprzedziły otwarte beta testy. Grze tej został poświęcony odcinek serialu CSI: Kryminalne zagadki Nowego Jorku pt. Kill Screen.